# 첨밀밀 (영화)
《첨밀밀》(중국어 정체자: 甜蜜蜜, 병음: tián mì mì 톈미미[*], 영어: Almost a Love Story)는 1996년 제작된 홍콩의 영화이다. 천커신이 감독하였고, 장만옥과 여명이 주연으로 참여하였다. 제목의 첨밀밀(甜蜜蜜, 톈미미)은 꿀처럼 달콤하다는 의미를 가진 형용사이다. 대한민국에서는 ㈜서우영화사에서 수입하여 1997년 3월 1일에 극장 개봉하였고, 일본은 대한민국보다 1년이 늦은 1998년 2월 7일에 개봉되었다. 일본어권에서는 해당 영화를 러브송(일본어: ラヴソング)이라는 제목으로 소개된 적이 있다.

## 줄거리
영화는 홍콩으로 돈을 벌기 위해 이주한 두 중국 본토 출신 남녀의 이야기를 다룬다. 순박한 북방 출신 남성 리샤오쥔은 억척스러운 광저우 출신 여성 리차오와 홍콩에서 만나 사랑에 빠진다. 리차오는 돈을 벌기 위해 수단과 방법을 가리지 않는 인물이고, 리샤오쥔은 고향에 있는 약혼녀를 홍콩으로 데려오고 싶어 한다. 서로 다른 목표 때문에 두 사람은 함께 할 수 없게 된다. 결국 리샤오쥔은 약혼녀와 결혼하고, 리차오는 조직폭력배 두목과 관계를 맺으며 성공한 사업가로 자리 잡는다. 각자의 삶을 살아가지만, 두 사람은 여전히 서로를 사랑하며 마지막으로 함께했던 방에서 짧은 만남을 갖는다.
죄책감과 리차오에 대한 사랑으로 괴로워하던 리샤오쥔은 아내에게 자신의 불륜 사실을 고백하고 홍콩을 떠나 미국에서 요리사로 일하게 된다. 리차오는 경찰의 추적을 피해 조직폭력배 두목과 함께 미국으로 밀입국한다. 약 10년 후, 리샤오쥔과 리차오는 미국에서 외로운 이민자로서 재회한다. 두 사람 모두 이전 연인과 헤어진 상태였다. 리차오는 영주권을 얻었고, 조직폭력배 두목은 강도 사건으로 사망한다. 영화는 가수 등려군의 사망 소식이 전해진 후, 등려군의 뮤직비디오가 나오는 전자제품 매장 앞에서 리샤오쥔과 리차오가 운명적으로 다시 만나는 장면으로 끝맺는다. 두 사람은 홍콩행 기차에서 처음 만났을 때 서로 등지고 앉아 있었다는 사실이 밝혀진다.

## 스탭
- 감독 : 천커신
- 제작부장 (라인 프로듀서) : 천커신, 장즈광, 두위전, 지네 루이
- 각본 : 안시(아이비 호)
- 제작책임 (이그제큐티브 프로듀서) : 증지위, 저우원화이(추문회)
- 조연출/조감독 : 덩한창, 관신후이, 자오량쥔
- 제작 : 중전
- 아트 디렉터 : 시중원(해중문)
- 복장 설계 : 우리루, 천슈밍
- 편집 : 키홉 찬(진기합), 궝취렁(광지량)

## 배역
- 여명 - 소군
- 장만옥 - 이요
- 증지위 - 구양표
- 크리스토퍼 도일 - 영어교사
- 양공여 - 방소정

## 대한민국 수출
- 개봉 : 1997년 3월 1일
- 등급 : 15세 이상 관람가
- 수입 : ㈜서우영화사

## 한국판 성우진

### SBS (2000년 10월 20일)
- 홍성헌 - 소군(여명)
- 문지현 - 이요(장만옥)
- 황원 - 구양표(증지위)
- 김정주 - 방소정(양공여)
- 김정희 - 고모(저혜하)
- 김규식 - 주방장(장동조)
- 김익태 - 집주인(정우)
- 김혜경 - 개란(미셸 가브리엘)
- 임성표 - 고기집 주인(정추해)
- 이재용 - 영어선생(크리스토퍼 도일)
- 김미정 - 주방장의 아내(베키 혼)
- 김승태 - 지배인(엄자화)
- 진영 - 교환원(막위영)

### KBS (2012년 6월 8일)
- 구자형 - 여소군(여명)
- 김지혜 - 이요(장만옥)
- 김소형 - 구양표(증지위)
- 오수경 - 방소정(양공여) / 주방장의 아내(베키 혼)
- 박영재 - 영어선생(크리스토퍼 도일)
- 오세홍 - 주방장(장동조) / 집주인(정우)
- 임은정 - 고모(저혜하)
- 조진숙 - 개란(미셸 가브리엘)
- 곽윤상 - 지배인(엄자화) / 고기집 주인(정추해)
- 양유진 - 교환원(막위영)